# Haus der Handelskammer

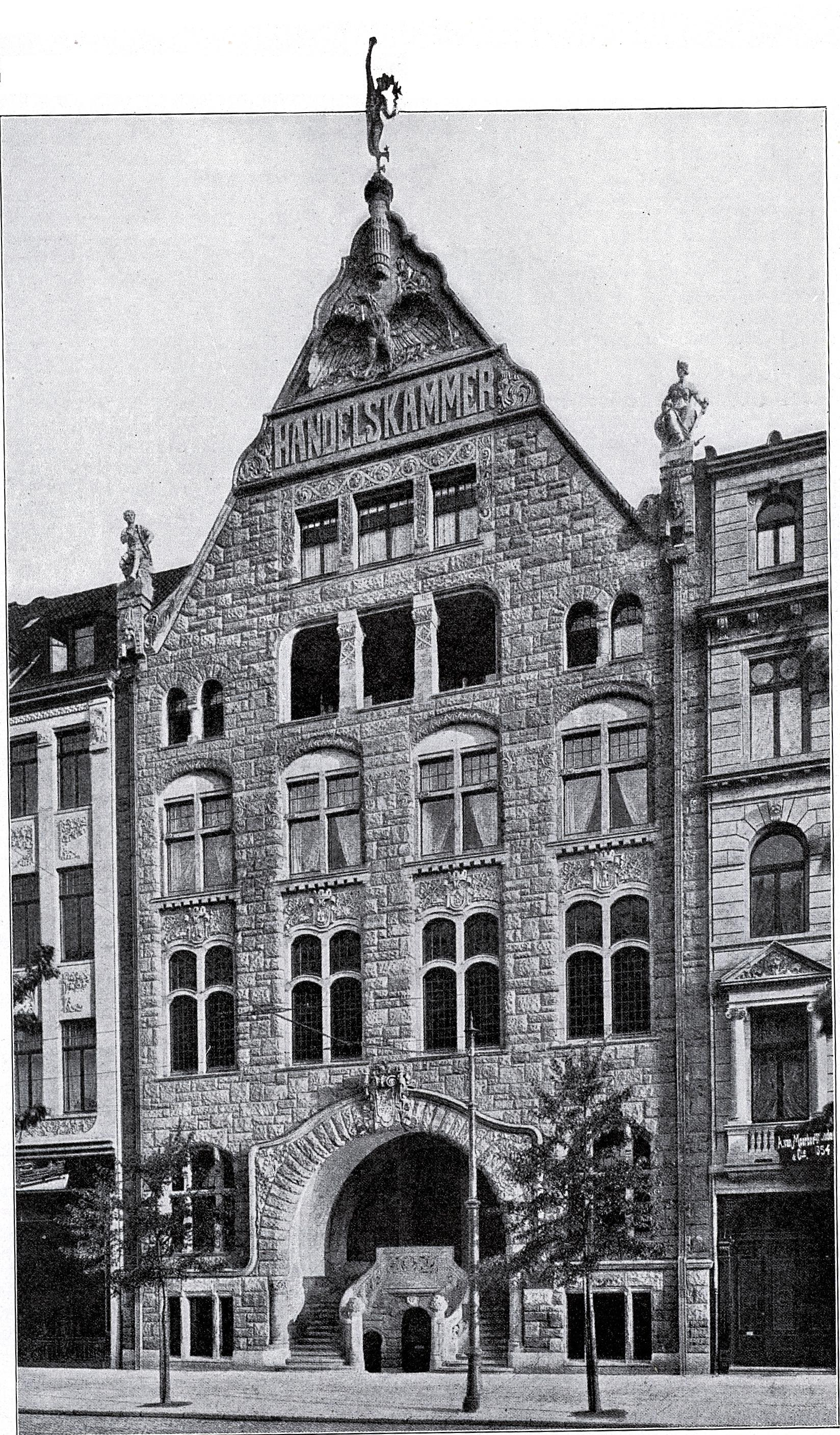
Haus der Handelskammer (1904)

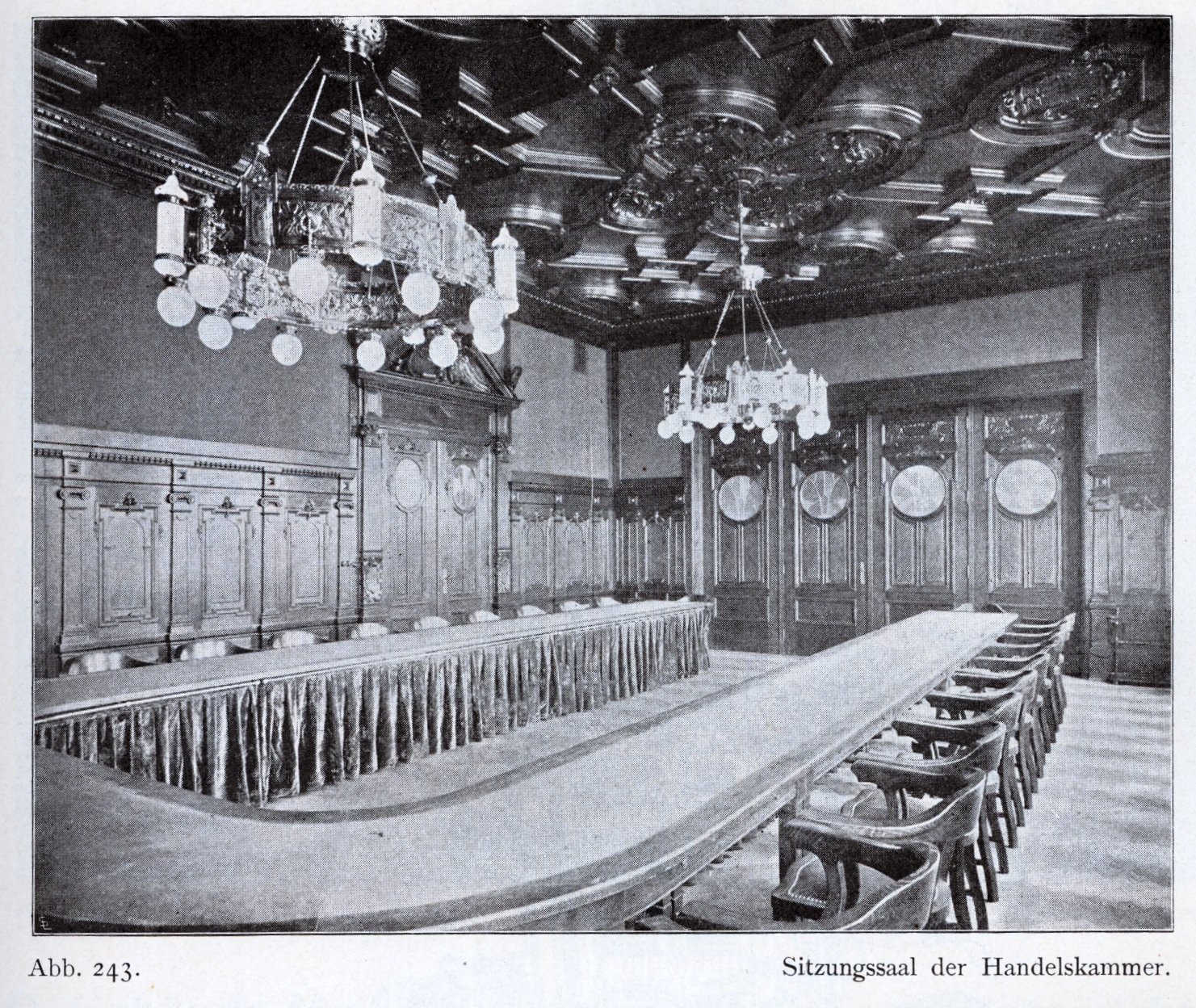
Haus der Handelskammer, Sitzungssaal (1904)

Das Haus der Handelskammer an der Graf-Adolf-Straße 47 in Düsseldorf wurde 1900/1901 nach Plänen des Architekten Hermann vom Endt für die Handelskammer zu Düsseldorf erbaut. Das Gebäude wurde im Zweiten Weltkrieg schwer beschädigt und später in vereinfachter Form wiederaufgebaut.

## Geschichte

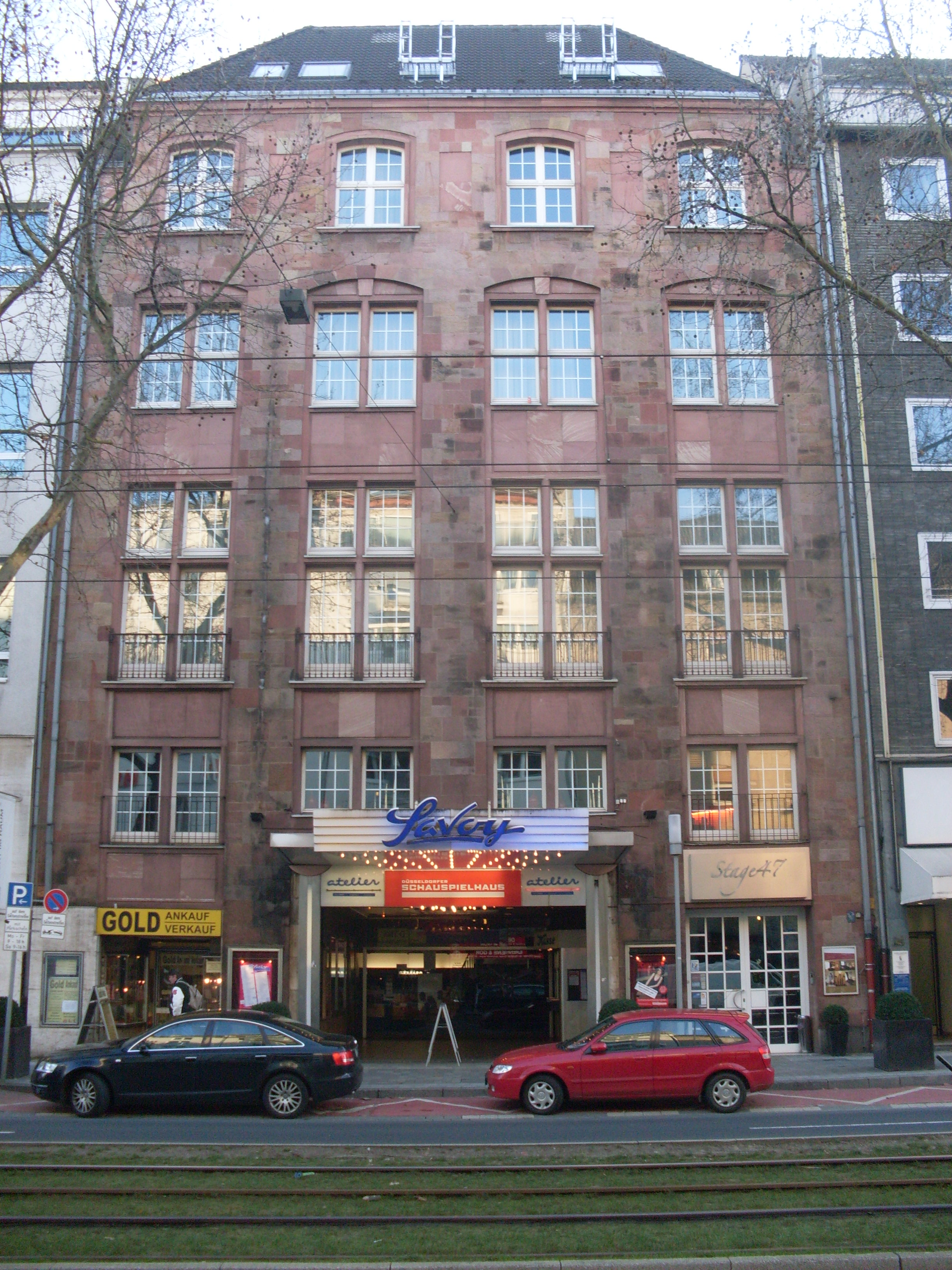
Wiederaufbau von 1951 bis 1957 von der IHK genutzt

Die 1831 gegründete Organisation war zunächst im Düsseldorfer Rathaus untergebracht und verfügte erst ab 1870 über eigene Räumlichkeiten. Ab 1900 errichtete man das erste eigene Gebäude auf der Graf-Adolf-Straße 47, das 1901 bezogen werden konnte. Im Zweiten Weltkrieg schwer beschädigt, erfolgte 1951 der Wiederaufbau in vereinfachter Form durch den Architekten Willy Friederichs. 1957 zog die IHK in einen Neubau am Ernst-Schneider-Platz an der neuen Berliner Allee. Das Gebäude an der Graf-Adolf-Straße wurde seit 1958 als Kino unter dem Namen „Savoy“ genutzt, in dem zahlreiche Filmpremieren in Düsseldorf stattfanden. Im Jahre 1999 wurden die beiden Kinosäle infolge zunehmender Konkurrenz geschlossen. Am 27. September 2000 eröffnete im alten Handelskammerhaus das „Savoy-Theater“. Im Souterrain befindet sich mit dem „Filmtheater Atelier“ ein Programmkino. Die Obergeschosse wurden von Büro- in Hotelnutzung umgewandelt und beherbergen ein Boutique-Hotel.

## Beschreibung
Vorbild war das alte Düsseldorfer Gildehaus, wonach die Bedeutung des Gebäudes für Industrie, Handel und Schifffahrt sowohl durch die Gesamtgestaltung als auch durch die ornamentale Ausbildung zum Ausdruck gebracht werden sollte.
Zu dem Portal führte eine doppelläufige Treppe, das Portal selbst war als halbkreisförmige Bogenöffnung geformt. Das Motiv des Portalbogens kehrte im dritten Obergeschoss als Loggia wieder. Der Giebel wurde von drei Figuren geschmückt: Am Fuß des Giebels befand sich auf der einen Seite eine männliche Figur – Sinnbild für Industrie. Auf der anderen Seite befand sich eine weibliche Figur mit Anker – Sinnbild für Schifffahrt. Auf der Spitze des Giebels befand sich eine Merkurfigur aus Kupfer als Wahrzeichen des Handels. Für die Fassade wurde rot und gelb geflammter Pfälzer Sandstein von Bruchmühlbach verwendet. Die Baukosten betrugen 206.500 Mark.